# Хани, Сусуму
Сусуму Хани (яп. 羽仁進 Хани Сусуму). Родился 10 октября 1928 в Токио — японский кинорежиссёр и сценарист, один из ярких представителей Новой Волны японского кино 1960-х. В отличие от других японских режиссёров Новой Волны, карьера Сусуму Хани существовала почти полностью за пределами студийной системы.

## Биография

### Ранние годы
Сусуму Хани родился в столичной либеральной семье японской интеллигенции: отец — известный историк-марксист Горо Хани, а мать — педагог Сэцуко Хани. После обучения в средней школе он поступил на работу в телеграфное агентство Кёдо Цусин метранпажем. Однако через год он переходит в только что основанный при издательстве «Иванами» киноотдел «Иванами эйга». В обязанности Хани входило составление книг из фотографий для выпускавшихся издательством серий иллюстрированных изданий и фотоальбомов. Среди его коллег было несколько кинооператоров, под влиянием которых Хани проявил интерес к документальному кино. В 1952 году Сусуму Хани дебютирует как режиссёр-документалист, сняв свою первую картину «Жизнь и вода». Его раннее обучение документалистике будет заметно в более поздних, поставленных им игровых картинах, опирающихся на подлинные места съёмки, непрофессиональных актёров, методы съёмки ручной камерой и акцент на современные социальные проблемы.

### Карьера в кино
Его карьера в кино включает в себя три направления: 1) документальные фильмы; 2) кинокартины социальной проблематики, в особенности в среде молодёжи; 3) кинодрамы об угнетённых женщинах, борющихся за своё человеческое достоинство и независимость.
Из восемнадцати документальных фильмов, сделанных между 1952-м и 1960-м годами, наиболее известны: «Дети в классе» (1955) — чёрно-белая новаторская кинолента, в которой Хани действовал методом наблюдения, пристально следя за действительностью и фиксируя сюжеты, творимые самой жизнью; и «Рисующие дети» (1956) — первый фильм режиссёра, получивший международное признание и премированный на XVII Венецианском кинофестивале, где он участвовал в конкурсе короткометражных фильмов.
Его переход в начале 1960-х годов от документальных фильмов к игровым совпал с появлением Новой Волны японского кино, к которой режиссёр будет причислен. Но, если Сёхэя Имамуру считали антропологом японской Новой Волны, то Хани стал её социологом. Его тонкие фильмы изучают многие социальные вопросы, стоявшие перед послевоенной Японией, включая разрыв между богатыми и бедными, роль женщины в обществе, отчуждение молодёжи и отношения страны с внешним миром. В его первом игровом фильме «Малолетние преступники» (1961), снятом в стилистике документального кино, режиссёр изучает жизнь несовершеннолетних правонарушителей в исправительной колонии. Сусуму Хани будет удостоен за эту работу двух премий журнала «Кинэма Дзюмпо» — за лучший фильм года и за лучшую режиссёрскую работу. Используя непрофессиональных артистов и место съёмки в подлинном исправительном учреждении, режиссёр убеждает зрителя в реализме происходящего. Столь непредвзятый подход окажется типичным для режиссёра, который вернётся к детской проблематике в фильме «Дети, взявшись за руки» (1964), удостоенном специальной премии жюри на IV Международном кинофестивале в Москве в 1965 году. Это был ремейк киноленты режиссёра Хироси Инагаки, поставленной в 1948 году. К этой же теме детства, становления личности режиссёр обратится и в фильме «Ад первой любви» (1968), самой известной из его работ за пределами Японии. Здесь Хани исследует психологические и сексуальные проблемы в подростковой среде. И хотя «Ад первой любви» вскрывает психологические травмы героя при помощи визуальной стилистики, присущей представителям Новой Волны, стиль Хани в целом более сдержанный, нежели у таких современников режиссёра, как Нагиса Осима, Сёхэй Имамура и Масахиро Синода.
Между тем, в женских драмах «Наполненная жизнь» (1962) и «Она и он» (1963) Хани создаёт сложные миниатюры японского общества, фокусируясь на попытках женщин найти своё место в жизни, обрести независимость. В «Она и он» рассматривается растущее неравенство между богатыми и бедными через призму отношений между женщиной среднего класса, её мужем и нищим старьёвщиком, живущем в трущобе, прилегающей к их современной многоэтажке. Ещё одна женская история показана режиссёром в киноленте «Невеста Анд» (1966), демонстрировавшейся в советском кинопрокате в начале 1970-х годов. В фильме показана история молодой вдовы, которая через брачное агентство познакомилась по переписке с археологом и отправилась вместе с маленьким ребёнком в далёкое Перу, чтобы выйти за него замуж.
Из-за финансовых неурядиц в японском кинематографе тех лет, вызванных по большей части конкуренцией с телевидением, Сусуму Хани в 1966 году организовал собственную компанию «Хани-про». Однако, преуспеть на пути самостоятельного производства Хани не удалось. И поставленные впоследствии фильмы в собственной кинокомпании («Раб любви», 1969; «Великое приключение любви», 1970) привели его к коммерческому краху. В последнем фильме, снятом в «Хани-про», — «Дневное расписание» (1972) сочетается его интерес к проблемам современной молодёжи с его постоянным неравнодушием к женским проблемам. История рассказывает о двух школьницах, отправившихся вместе в путешествие. Подружки снимали свою поездку на восьмимиллиметровую киноплёнку. Хани, всю жизнь тяготевший к документальному кинематографу, вставил значительное количество отснятого героинями киноматериала в свой фильм, перемежая игровые эпизоды с кадрами заснятой актрисами хроники.
После 1972 года Сусуму Хани перейдёт работать на телевидение, снимая документальные фильмы о природе.

### Личная жизнь
Отец Сусуму — японский историк Горо Хани (1901—1983).
С 1959 года Сусуму Хани состоял в браке с киноактрисой Сатико Хидари (1930—2001), исполнившей главные женские роли в его кинолентах «Она и он» и «Невеста Анд». Пара подаст на развод в 1977 году после того, как супруга обвинит режиссёра в измене с её сестрой Кимико Накамурой. Кимико была менеджером Сусуму Хани и сопровождала его в поездках на съёмки документальных фильмов в Африку. Позже Хани вступил в брак с Кимико.
От брака с Сатико Хидари у режиссёра была дочь Миё Хани (1964—2014), актриса, режиссёр и сценарист, снявшаяся в документальном фильме отца «Песнь феи. Миё» (1971).

## Награды, премии и номинации
Венецианский кинофестиваль (1956)
- премия жюри конкурса короткометражных фильмов — «Рисующие дети».

Премия Роберта Флаэрти (1957, Нью-Йорк)
- премия за выдающееся достижение в документальном кино — фильм «Рисующие дети» (1956).

Приз Министерства просвещения Японии (1959)
- приз за лучший документальный фильм 1958 года — «Храм Хорюдзи».

Премия журнала «Кинэма Дзюмпо» (1961)
- Премия лучшему фильму 1960 года — «Малолетние преступники».
- Премия за лучшую режиссёрскую работу 1960 года — «Малолетние преступники».

XI Международная неделя фильмов в Маннгейме (1962)
- Приз «Золотой дукат» лучшему фильму — «Малолетние преступники».

Берлинский международный кинофестиваль
- 12-й Берлинский международный кинофестиваль (1962) — номинация на главный приз «Золотой берлинский медведьь» — фильм «Наполненная жизнь».
- 14-й Берлинский международный кинофестиваль (1964) — приз OCIC Award — фильм «Она и он».
- 14-й Берлинский международный кинофестиваль (1964) — приз лучшей игровой киноленте для молодёжной аудитории — фильм «Она и он».
- 14-й Берлинский международный кинофестиваль (1964) — номинация на главный приз «Золотой берлинский медведьь» — фильм «Она и он».
- 18-й Берлинский международный кинофестиваль (1968) — номинация на главный приз «Золотой берлинский медведьь» — фильм «Ад первой любви».
- 19-й Берлинский международный кинофестиваль (1969) — номинация на главный приз «Золотой берлинский медведьь» — фильм «Раб любви».

Московский международный кинофестиваль (1965)
- Специальный диплом за режиссуру — фильм «Дети, взявшись за руки» (1964).

Кинофестиваль в Теллюриде (США) (2001)
- Специальная премия Silver Medallion Award за вклад в кинематограф.

## Фильмография
| Фильмография Сусуму Хани | Фильмография Сусуму Хани                                         | Фильмография Сусуму Хани                                         | Фильмография Сусуму Хани       | Фильмография Сусуму Хани                    | Фильмография Сусуму Хани |
| Год                      | Название по-русски                                               | Оригинальное название                                            | Транслитерация                 | Английское название в международном прокате | Примечания |
| ------------------------ | ---------------------------------------------------------------- | ---------------------------------------------------------------- | ------------------------------ | ------------------------------------------- | --- |
| 1950-е годы              |                                                                  |                                                                  |                                |                                             | |
| 1952                     | «Жизнь и вода» (документальный, к/м, сорежиссёр — Такаси Фудзиэ) | 生活と水                                                         | Сэйкацу то мидзу               | Water in Our Life                           | + соавтор сценария, производство «Иванами эйга»                                                                                   |
| 1953                     | «Праздник снега» (док., к/м)                                     | 雪まつり                                                         | Юки мацури                     | Snow Festival                               | + сценарист |
| 1953                     | «Город и сточные воды» (док., к/м)                               | 市と廃水                                                         | Мати то гэсуй                  | The Town and Its Drains                     | + сценарист |
| 1954                     | «Ваше пиво» (док.-рекламный, к/м)                                | あなたのビール                                                   | Аната-но биру                  | Your Beer                                   | + сценарист |
| 1955                     | «Дети в классе» (док., к/м)                                      | 教室の子供たち                                                   | Кёсицу-но кодомотати           | Children in the Classroom                   | + сценарист |
| 1956                     | «Рисующие дети» (док., к/м)                                      | 絵を描く子どもたち                                               | Э-о каку кодомотати            | Children Who Draw                           | + сценарист, производство «Иванами эйга»                                                                                          |
| 1956                     | «Групповое обучение» (док., к/м)                                 |                                                                  | Групу-но сидо                  | Group Instruction                           | + сценарист |
| 1956                     | «Класс близнецов» (док., к/м)                                    | 双生児学級                                                       | Сосэйдзи гаккю                 | Twin Sisters                                | + сценарист, производство «Иванами эйга»                                                                                          |
| 1957                     | «Хроника зоопарка» (док.)                                        | 動物園日記                                                       | Добуцуэн никки                 | Zoo Story                                   | + сценарист, производство «Иванами эйга»                                                                                          |
| 1958                     | «Храм Хорюдзи» (док., к/м)                                       | 法隆寺                                                           | Хорюдзи                        | Horyu Temple                                | + сценарист, производство «Иванами эйга», прокат — «Никкацу»                                                                      |
| 1958                     | «Наоя Сига» (док., к/м)                                          | 志賀直哉                                                         | Сига Наоя                      | Shiga Naoya                                 | + сценарист, об известном писателе и драматурге Наоя Сига                                                                         |
| 1958                     | «Море живёт» (док.)                                              | 海は生きている                                                   | Уми-ва икитэ иру               | The Living Sea                              | + сценарист, пр-во «Иванами эйга», прокат — «Никкацу», текст читают Эйдзиро Тоно и Сэцуко Куроянаги                               |
| 1958                     | «Токио 1958» (док., к/м)                                         | 東京1958                                                         | Тоукёу ити кюу го хати         | Tokyo 1958                                  | + соавтор сценария, сопродюсер и монтажёр, кроме Хани над фильмом работали ещё 8 режиссёров                                       |
| 1960-е годы              |                                                                  |                                                                  |                                |                                             | |
| 1960                     | «Танцы Японии» (док., к/м)                                       |                                                                  | Нихон-но буё                   | Dances in Japan                             | + сценарист, производство «Иванами эйга»                                                                                          |
| 1961                     | «Малолетние преступники»                                         | 不良少年                                                         | Фурё сёнэн                     | Bad Boys                                    | + сценарист, по повести Айки Дзинуси, пр-во «Иванами эйга», прокат «Синтохо», первый игровой фильм                                |
| 1962                     | «Наполненная жизнь»                                              | 充たされた生活                                                   | Митасарэта сэйкацу             | A Full Life                                 | + соавтор сценария (с Кунио Симидзу), по роману Тацудзо Исикавы, пр-во «Бунгэй про», «Ниндзин курабу», прокат — «Сётику»          |
| 1963                     | «Она и он»                                                       | 彼女と彼                                                         | Канодзё то карэ                | She and He                                  | + соавтор сценария (с Кунио Симидзу), пр-во «Иванами эйга», «ATG», прокат — «ATG»                                                 |
| 1963                     | «Мужской рай» (док., Италия — Япония, сорежиссёр Джулиано Томеи) | Il paradiso dell’uomo (Giappone proibito) (итал.) / 楽園を求めて | Rакуэн о мотомэтэ              | Man’s Paradise                              | производство Rotor Film (Италия), Tokyo Theatres K.K. (Япония), прокат — Dino de Laurentiis Distribuzione (Италия), Towa (Япония) |
| 1963                     | «---» (док.)                                                     |                                                                  | Ару сюппанся годзюунэн         |                                             | + сценарист, пр-во «Иванами эйга»                                                                                                 |
| 1964                     | «Дети, взявшись за руки»                                         | 手をつなぐ子ら                                                   | Тэ-о цунагу кора               | Children Hand in Hand                       | + адаптация, по роману Итидзи Тамуры, пр-во «Сёва эйга», прокат — «Дайэй»                                                         |
| 1965                     | «Песнь Бвана Тоси»                                               | ブワナ・トシの歌                                                 | Бвана Тоси-но ута              | The Song of Bwana Toshi                     | + соавтор сценария (с Кунио Симидзу), по произведению Тосихидэ Катаёри, пр-во «Токио эйга», «Сёва эйга», прокат — «Тохо»          |
| 1966                     | «Невеста Анд»                                                    | アンデスの花嫁                                                   | Андэсу-но ханаёмэ              | Bride of the Andes                          | + сценарист, пр-во «Хани-про», «Токио эйга», прокат — «Тохо»                                                                      |
| 1968                     | «Ад первой любви»                                                | 初恋・地獄篇                                                     | Хацукои дзигокухэн             | Inferno of First Love                       | + соавтор сценария (с Сюдзи Тэроямой), пр-во «Хани-про», «ATG», прокат — «ATG»                                                    |
| 1969                     | «Раб любви»                                                      | 愛奴                                                             | Айдо                           | Slave of Love                               | + сценарист, по произведению Исаму Куриты, пр-во «Соэй-про», «Хани-про», прокат — «Сётику»                                        |
| 1970-е годы              |                                                                  |                                                                  |                                |                                             | |
| 1970                     | «Великое приключение любви»                                      | 恋の大冒険                                                       | Кои-но дайбокэн                |                                             | + соавтор сценария (с Коити Ямадой и Такэнобу Ватанабэ), пр-во «Ору-сутафу-про», «Тиэтору-про», «Хани-про», прокат — «Тохо»       |
| 1971                     | «Песнь феи. Миё» (док., Франция — Италия — Япония)               | 妖精の詩                                                         | Есэй-но ута. Миё               | Mio                                         | + сценарист и монтажер, пр-во Art Theatre Guild, «Хани-про», прокат — «Ниппон хэрарудо»                                           |
| 1972                     | «Дневное расписание»                                             | 午前中の時間割り                                                 | Годзэн дзиканвари              | Morning Schedule                            | + соавтор сценария (с Кэндзи Накао), пр-во «Хани-про», «ATG», прокат — «ATG»                                                      |
| 1980-е годы              |                                                                  |                                                                  |                                |                                             | |
| 1980                     | «Рассказ об Африке»                                              | アフリカ物語                                                     | Афурика моногатари             | A Tale of Africa                            | пр-во и прокат «Санрио фируму», с участием голливудской звезды Джеймса Стюарта                                                    |
| 1982                     | «Пророчество» (док., к/м)                                        | 予言                                                             | Ёгэн                           |                                             | + сценарист |
| 1982                     | «История — Время ядерного безумия» (док.)                        | 歴史 ＝ 核狂乱の時代                                             | Рэкиси — каку кёран -но дзидай | History: The Age of the Nuclear Chaos       | + сценарист, пр-во «Хибаку-но кироку-о окуру кай»                                                                                 |

## Комментарии
1. ↑  В советском прокате фильм демонстрировался с августа 1970 года, р/у Госкино СССР № 2101/69 (до 15 апреля 1976 года) — опубликовано: «Каталог фильмов действующего фонда. Выпуск II: Зарубежные художественные фильмы», Инф.-рекл. бюро упр. кинофикации и кинопроката комитета по кинематографии при Совете министров СССР, М.-1972, стр. 89.